# Stonehenge Apocalypse
Stonehenge Apocalypse är en amerikansk-kanadensisk TV-film med Torri Higginson i huvudrollen som Dr. Kaycee Leeds. Filmen regisserades av Paul Ziller, tidigare känd för sina arbeten Snakehead Terror, Beyond Loch Ness, Ba'al Android Apocalypse och Bloodfist IV: Die Trying. 
I USA blev filmen en kommersiell framgång med över 2,14 miljoner tittare samtidigt som den kritiserades hårt för sin låga budget.

## Handling
När en grupp arkeologer gräver upp en mänsklig kvarleva nära Stonehenge monumentet upptäckts en uråldrig mekanism hittills dold under berggrunden. Utan att veta vad arbetarna gör utlöser de oavsiktligt föremålet som sätter en rad av händelser i rörelse som mycket väl kan förinta den värld vi känner till. 

## Tagline
- "An ancient device is awakened... the end of the world is near."
- "Does the future exist if no one is there?"

## Rollbesättning
- Torri Higginson - Dr. Kaycee Leeds
- Misha Collins - Jacob Glaser
- Peter Wingfield - Dr. John Trousdale
- Hill Harper - Joseph Lesham